# Jakob Schüller

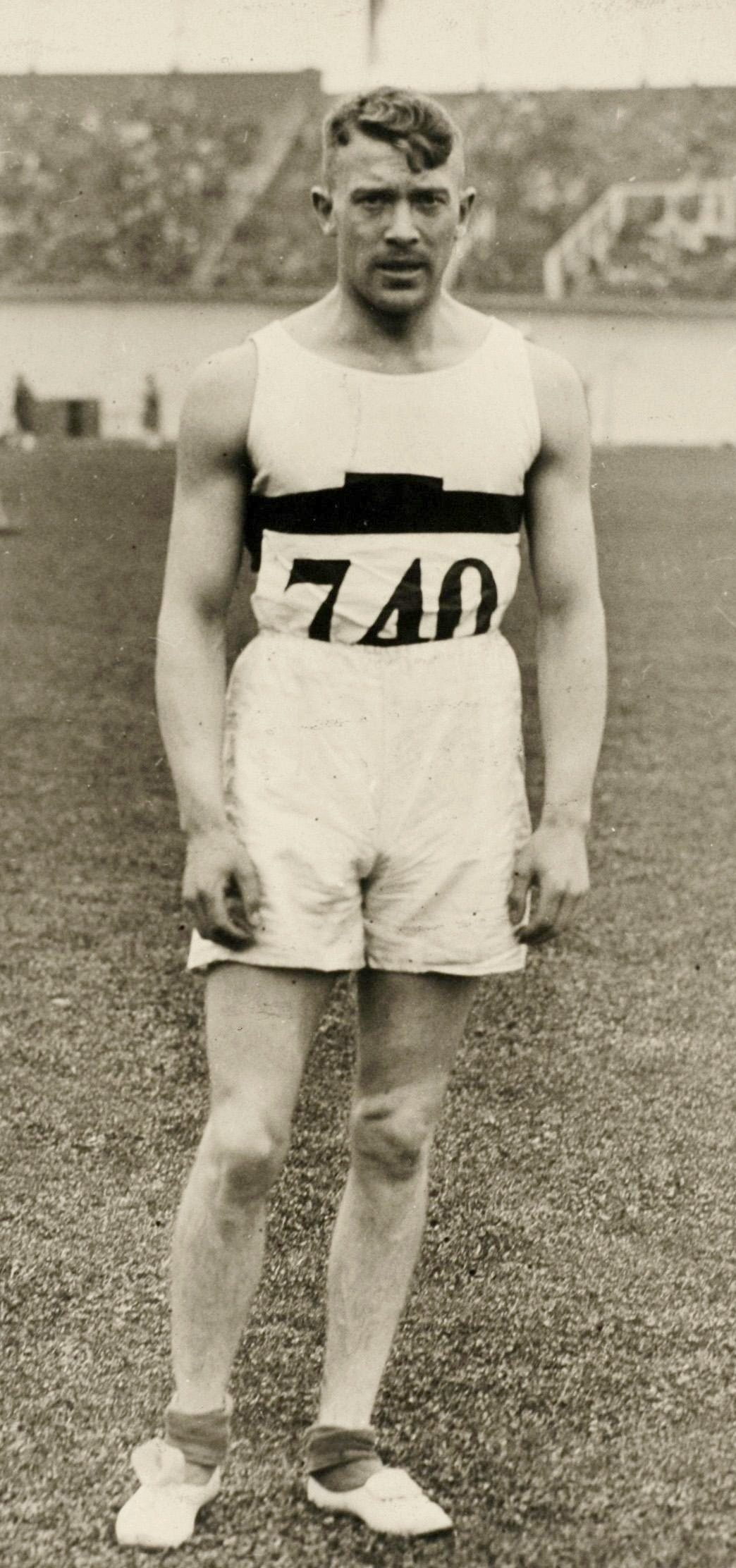
Jakob Schüller, 1928

Jakob Schüller (* 26. Juni 1905 in Duisburg; † 22. Januar 1944 in Kołki) war ein deutscher Sprinter.
Am 4. September 1927 gelang ihm in Hannover zusammen mit Hubert Houben die Einstellung des 1921 von dem US-Amerikaner Charles Paddock aufgestellten Weltrekords über 100 Meter von 10,4 s. Mit dieser Zeit stellte er gleichzeitig den von Helmut Körnig seit dem Vorjahr (1926) gehaltenen Europarekord ein, der bis 1932 noch von sechs weiteren Deutschen (allein zehnmal von Georg Lammers) egalisiert wurde.
Schüllers Spezialdisziplin war jedoch der 200-Meter-Lauf. Über diese Strecke wurde er 1925 Meister und 1927 und 1928 jeweils Vizemeister. Über 100 Meter konnte er sich nicht unter den ersten drei platzieren.
Bei den Olympischen Spielen 1928 in Amsterdam ging er über 200 Meter an den Start. Den Vor- und den Zwischenlauf gewann er in jeweils 22,0 s, im Semifinale wurde er in 22,1 s Dritter. Da die ersten drei der beiden Semifinalläufe weiterkamen, war er für das Finale qualifiziert. Dort kam er in 22,2 s auf den sechsten und letzten Platz.
Jakob Schüller startete für den TuS Grevenbroich und Preussen Krefeld.